# Carandaí
Carandaí é um município brasileiro do estado de Minas Gerais. Conhecido como o Celeiro de Minas Gerais, o município é o maior horticultor de Minas Gerais e está a 1057 metros acima do nível do mar. Divide-se entre o distrito sede, Pedra do Sino e Hermílio Alves. É cortada pela antiga Estrada de Ferro Central do Brasil e pela Rodovia JK (BR-040).[carece de fontes?]

## Geografia
Conforme a classificação geográfica mais moderna (2017) do IBGE, Carandaí é um município da Região Geográfica Imediata de Conselheiro Lafaiete, na Região Geográfica Intermediária de Barbacena.